# Diego León
Diego Basilio León Blanco (ur. 3 kwietnia 2007 w Yguazú) – paragwajski piłkarz występujący na pozycji lewego obrońcy w Manchesterze United.

## Kariera klubowa
5 lipca 2025 roku podpisał kontrakt z Manchesterem United.

## Statystyki
(aktualne na dzień 5 lipca 2025)
| Klub               | Sezon              | Liga                       | Liga  | Liga   | Puchar krajowy | Puchar krajowy | Puchar ligi | Puchar ligi | Kontynentalne | Kontynentalne | Inne  | Inne   | Suma  | Suma   |
| Klub               | Sezon              | Liga                       | Mecze | Bramki | Mecze          | Bramki         | Mecze       | Bramki      | Mecze         | Bramki        | Mecze | Bramki | Mecze | Bramki |
| ------------------ | ------------------ | -------------------------- | ----- | ------ | -------------- | -------------- | ----------- | ----------- | ------------- | ------------- | ----- | ------ | ----- | ------ |
| Cerro Porteño      | 2024               | Primera división paraguaya | 19    | 2      | 0              | 0              | –           | –           | 0             | 0             | –     | –      | 19    | 2      |
| Cerro Porteño      | 2025               | Primera división paraguaya | 12    | 1      | 0              | 0              | –           | –           | 2             | 1             | –     | –      | 14    | 2      |
| Manchester United  | 2025/26            | Premier League             | 0     | 0      | 0              | 0              | 0           | 0           | –             | –             | –     | –      | 0     | 0      |
| Ogólnie w karierze | Ogólnie w karierze | Ogólnie w karierze         | 31    | 3      | 0              | 0              | 0           | 0           | 2             | 1             | 0     | 0      | 33    | 4      |